# Shigeru Sugiura
 (août 2012).
Pour les articles homonymes, voir Sugiura (homonymie).
Shigeru Sugiura est un dessinateur de manga japonais né le 3 avril 1908 à Tokyo, il est mort le 23 avril 2000 .
Il est considéré, avec Tezuka, comme l'un des pères du manga moderne[réf. nécessaire].

## Biographie
Il a adapté en manga Le Dernier des Mohicans et Godzilla[réf. souhaitée].

## Style
Il mêle les influences de la culture populaire japonaise et du comics américain d'avant-guerre.

## Œuvre

### Bandes dessinées
- Appuru Jamu-kun (アップルジャム君)
- Bōken Ben-chan (冒険ベンちゃん)
- Doron Chibimaru (ドロンちび丸)
- Enban Z (円盤Z)
- Gojira (ゴジラ)
- Misutā Robotto (ミスターロボット)
- Sarutobi Sasuke (猿飛佐助)
- Shōnen Jiraiya (少年児雷也)
- Shōnen saiyūki (少年西遊記)

### Publications françaises
- Doron Chibimaru : Le petit ninja, Éditions IMHO, 2007